# Mazzantia niesslii
Mazzantia niesslii är en svampart som beskrevs av Thüm. 1880. Mazzantia niesslii ingår i släktet Mazzantia och familjen Diaporthaceae.   Inga underarter finns listade i Catalogue of Life.